# The Devil's Needle

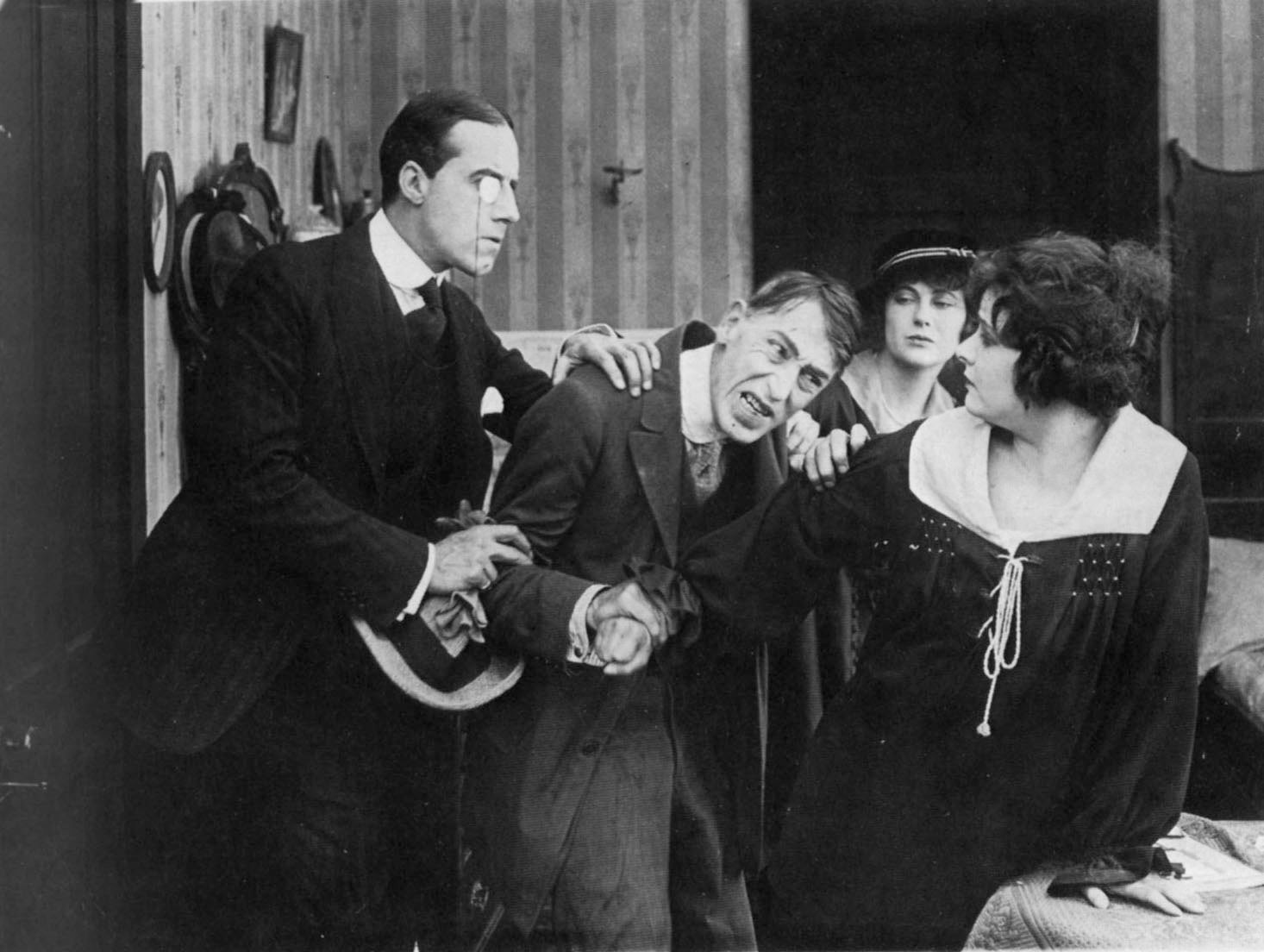
de g. à dr. : Howard Gaye, Tully Marshall, Marguerite Marsh, Norma Talmadge.

Pour plus de détails, voir Fiche technique et Distribution.
The Devil's Needle est un film muet américain réalisé par Chester Withey et sorti en 1916.

## Synopsis
Wynne Mortimer est issue de la bonne société et son père est William Mortimer, un homme d'affaires de premier plan. Elle rencontre David White, un jeune artiste dont la renommée est déjà assurée, lors d'une exposition d'art et malgré le fait qu'elle soit déjà fiancée à Hugh Gordon, un associé de son père, elle tombe amoureuse de l'artiste. Il invite la jeune fille et son père à visiter son atelier Renée, un mannequin de l'atelier, est amoureuse de David White depuis des années et il semble lui rendre son amour. Mais lorsque Wynne Mortimer apparaît, il oublie toute pensée d'amour pour Renée et cette dernière se rend vite compte de ce brusque changement. Elle consomme alors en secret de la cocaïne pour oublier son chagrin. Wynne, animée par son intérêt pour l'artiste, se rend au studio et pose pour lui. Hugh Gordon la suit et après une scène violente avec le peintre emmène Wynne chez son père, qui la reproche son comportement et lui interdit de revoir le peintre. David est abattu par la perte de Wynne et se met lui aussi à consommer de la cocaïne. Wynne se venge de son père en retournant voir David et ils s'enfuient pour se marier.
Dans sa colère, le père de Wynne la ramène à la maison, alors que David devient un consommateur régulier de cocaïne. Renée est navrée par le mal qu'elle a fait en étant responsable de la toxicomanie de son ancien amant et essaie de l'aider. David se débarrasse finalement de cette dépendance et est déterminé à libérer sa femme de toute obligation qui la lie à lui. Sa loyauté envers son mari conduit Wynne à le chercher. Sa recherche l'emmène dans une partie mal famée de la ville où elle est attaquée par un voyou. David, qui est retourné en ville, apprend cependant que sa femme était partie à sa recherche. Il arrive juste à temps pour la sauver de la tanière dans laquelle elle avait été emmenée. Lorsque le couple se retrouve, après les horreurs qu'ils ont traversées l'année précédente, ils découvrent que leur amour est devenu plus fort.

## Fiche technique
- Titre : The Devil's Needle
- Réalisation : Chester Withey
- Scénario : Roy Somerville, Chester Withey
- Photographie :
- Montage :
- Producteur :
- Société de production : Fine Arts Film Company
- Société de distribution : Triangle Distributing
- Pays d'origine :  États-Unis
- Langue : film muet avec les intertitres en anglais
- Format : Noir et blanc — 35 mm — 1,33:1 — Muet
- Genre : Film dramatique
- Durée : 59 minutes
- Dates de sortie : 
  -  États-Unis : 13 août 1916

## Distribution
- Tully Marshall : John Minturn
- Norma Talmadge : Renee Duprez
- Marguerite Marsh : Patricia Devon
- F.A. Turner : le marshall Devon
- Howard Gaye : Sir Gordon Galloway
- John E. Brennan : Fritz
- Paul Le Blanc : Buck
- Monte Blue : Bartender (non crédité)
- William Courtright : le vieux paysan